# Olin Kreutz
Olin George Kreutz (Honolulu, 9 giugno 1977) è un ex giocatore di football americano statunitense che ha giocato nel ruolo di centro nella National Football League (NFL). Fu scelto nel corso del terzo giro (64º assoluto) del Draft NFL 1998 dai Chicago Bears. Al college ha giocato a football all’Università di Washington.

## Carriera professionistica

### Chicago Bears
Considerato il miglior centro selezionabile nella sua annata, Kreutz fu scelto nel corso del terzo giro del Draft 1998 dai Chicago Bears. Nel corso di dodici anni di carriera, Kreutz fu convocato per sei Pro Bowl e fu uno degli uomini più continui della linea offensiva della squadra. Partì come titolare in 182 gare consecutive per i Bears, secondo solo a Walter Payton.
Nell'ottobre 2006, Kreutz firmò un'estensione contrattuale triennale coi Bears fino alla stagione 2010. Nel 2007 fu votato come uno dei capitani della squadra.
Nel 2011, Kreutz scelse di terminare la sua esperienza coi Chicago Bears rifiutando un'offerta di 4 milioni di dollari per un anno. Al momento dell'abbandono era il giocatore da più tempo con la franchigia.

### New Orleans Saints
Il 5 agosto 2011, Kreutz firmò coi New Orleans Saints un contratto annuale del valore di 2 milioni di dollari, più altri due milioni in incentivi. Kreutz disputò 4 delle prime 6 gare dei Saints, saltandone due per un infortunio al ginocchio. Successivamente decise di lasciare la squadra, ritirandosi nel mese di ottobre 2011.

## Vittorie e premi
- (6) Pro Bowl (2001, 2002, 2003, 2004, 2005, 2006)
- (4) All-Pro (2001, 2004, 2005, 2006)
- Formazione ideale della NFL degli anni 2000

## Statistiche
| Partite totali      | 191 |
| Partite da titolare | 183 |